# تالایشوایلر-فروشن
تالایشوایلر-فروشن (به آلمانی: Thaleischweiler-Fröschen) یک شهر در آلمان است که در زودوستپفالتس واقع شده‌است. تالایشوایلر-فروشن ۳٬۴۴۳ نفر جمعیت دارد.